# Rich Sex
«Rich Sex» es una canción de la rapera trinitense Nicki Minaj, en colaboración con Lil Wayne, lanzada el 11 de junio de 2018, como el primer sencillo promocional del álbum Queen, a través de los sellos discográficos Young Money Entertainment y Cash Money Records.

## Antecedentes
Nicki Minaj lanzó «Rich Sex» como el primer sencillo promocional del álbum Queen, el 11 de junio del 2018, junto con el anuncio del segundo sencillo del álbum «Bed» y la preventa del álbum.

## Recepción comercial
En Estados Unidos, «Rich Sex» debutó en la posición número 88 del Billboard Hot 100. Más tarde, con el impacto generado por el lanzamiento del álbum, la canción re-entró en la posición número 56 durante la semana del 25 de agosto de 2018.

## Posicionamiento en las listas

### Gráficos semanales
| País           | Lista                   | Mejor Posición | Ref.   |
| 2018           | 2018                    | 2018           | 2018   |
| -------------- | ----------------------- | -------------- | ------ |
| Canadá         | Canadian Hot 100        | #86            | [ 6 ]  |
| Hungría        | Single Top 40           | #28            | [ 7 ]  |
| Escocia        | Official Charts Company | #66            | [ 8 ]  |
| Estados Unidos | Billboard Hot 100       | #56            | [ 6 ]  |
| Estados Unidos | Digital Songs Sales     | #12            | [ 9 ]  |
| Estados Unidos | Streaming Songs         | #49            | [ 10 ] |
| Estados Unidos | Hot R&B/Hip-Hop Songs   | #24            | [ 11 ] |
| Estados Unidos | Hot Rap Songs           | #22            | [ 12 ] |

## Crédito y personal
Créditos adaptados de Tidal.
- Nicki Minaj  - voz principal
- Lil Wayne  - voz
- J. Reid - producción
- Aubry "Big Juice" Delaine - producción, ingeniería de mezcla
- Jawara Headley - composición de canciones
- Jaycen Joshua  - mezclando
- Manny Gálvez - Ingeniería de mezcla
- Jeff Edwards - ingeniería de mezcla
- Rashawn Mclean - asistente de mezcla
- Mike Seaberg - asistente de mezcla
- Jacob Richards - asistente de mezcla
- Jason Delattiboudere - asistente de ingeniería
- Brian Judd - asistente de ingeniería
- Jamal Berry - asistente de ingeniería